# Ахримовце
Ахримовце (пол. Achrymowce) — село в Польщі, у гміні Кузьниця Сокульського повіту Підляського воєводства.
Населення — 73 особи (2011).
У 1975-1998 роках село належало до Білостоцького воєводства.

## Демографія
Демографічна структура станом на 31 березня 2011 року:
|          | Загалом | Допрацездатний вік | Працездатний вік | Постпрацездатний вік |
| -------- | ------- | ------------------ | ---------------- | -------------------- |
| Чоловіки | 33      | 5                  | 21               | 7                    |
| Жінки    | 40      | 6                  | 21               | 13                   |
| Разом    | 73      | 11                 | 42               | 20                   |